# Tigerforelle
Die Tigerforelle (Salmo trutta fario × Salvelinus fontinalis, auch Tigerfisch) ist eine Kreuzung aus Bachforelle und Bachsaibling.

## Beschreibung
Ihren Namen verdankt die Tigerforelle ihrer ausgeprägten, oft goldgelben Fleckenzeichnung, die entfernt an ein Tigerfell erinnert. Durch den rötlichen Bauch, den sie vom Saibling geerbt hat, wird die auffällige Färbung noch unterstrichen. Die Grundfarbe ist grau-grün mit einer hellen Maserung. Ansonsten hat sie einen langgestreckten, torpedoförmigen, seitlich leicht zusammengedrückten Körper und wie alle Salmoniden zusätzlich zu Rücken-, Brust-, Bauch- und Schwanzflosse auch eine Fettflosse. 
Tigerforellen können bis zu 80 Zentimeter groß werden, ein Gewicht von sieben Kilogramm und ein Alter von 10 Jahren erreichen.

## Verbreitung und Lebensraum
Bachsaiblinge haben 84 Chromosomen und Bachforellen 80. Daher führt eine Kreuzung der beiden Arten in der freien Natur nur selten zu überlebensfähigen Jungen. Allerdings wurde in Wisconsin beobachtet, dass Tigerforellen auch natürlicherweise in den kleinen Flüssen des Staates vorkommen, obwohl der US-Bundesstaat Ende der 1970er Jahre sein Besatzprogramm eingestellt hatte. Durch die Verbesserung der Wasserqualität in den letzten 20 Jahren ist die Bachsaiblingpopulation sprunghaft gewachsen, wodurch fehlgeleitete Milchner dieser Art häufiger auf Rogner von Bachforellen trafen, was möglicherweise zu häufigeren Hybriden führte.
Die Tigerforelle kann in kalten und sauerstoffreichen Gewässern, sowohl fließenden als auch stehenden (wie z. B. Gebirgsseen), leben. Sie wurde in Gewässern Europas und Nordamerikas ausgesetzt. In Bayern darf sie nach § 22 Abs. 4 AVBayFiG nur in geschlossenen Gewässern (Teichen) gehalten werden, aus denen sie nicht entkommen kann. Nach § 11 Abs. 8 AVBayFiG darf sie, wenn sie in freien Gewässern gefangen wird, nicht zurückgesetzt werden.

## Lebensweise
Die Tigerforelle braucht kaum Unterstände und eignet sich deshalb sowie aufgrund ihres äußerst breiten Nahrungsspektrums auch zur Besiedlung von begradigten und rasch fließenden Bächen sowie vor allem zum Besatz der Quellregionen der Gebirgsbäche. Das Ausbringen von nicht heimischen Fischen ist allerdings in Teilen Deutschlands, zumindest in Bayern verboten (Verordnung zur Ausführung des Fischereigesetzes für Bayern, AVFiG § 19 Abs. 5 Satz 1). Diese Fische dürfen nur in ablassbaren und abgesperrten Fischteichen, sogenannten geschlossenen Gewässern, zum Zwecke der Fischzucht und -produktion gehalten werden.

## Fortpflanzung
Tigerforellen sind unfruchtbar. Es kann zu keiner Weitervermehrung der Hybride kommen, sondern nur aus neuen Kreuzungen der Ursprungsarten entstehen. Trotzdem lässt sich durch äußere Geschlechtsmerkmale ein Geschlechtsdimorphismus in weibliche und männliche Fische feststellen. Die weiblichen Tigerforellen bilden jedoch keine Gonaden aus. Die männlichen hingegen entwickeln Hoden sowie sekundäre Geschlechtsmerkmale, wie den Laichhaken, Buckel, dunkle und dickere Haut. Während der Laichzeit ist das Muskelfleisch der männlichen Tiere heller gefärbt.
Tigerforellen werden meist in Fischzuchten gezogen, wobei Bachforelleneier durch Bachsaiblingsmilch befruchtet werden (nur wenn die Bachforelle auf der weiblichen Seite verwendet wird, sind befriedigende Schlupf- und Überlebensraten zu erwarten), danach werden die befruchteten Eier einem Hitzeschock unterzogen, was eine höhere Überlebensrate sichert.